# Johannes Blank
Johannes Blank (* 17. April 1904 in Nürnberg; † 15. März 1983 in Ansbach) war ein deutscher Wasserballspieler.
Blank spielte als Torwart bei Bayern 07 Nürnberg. Er wurde bei den Olympischen Spielen 1928 in Amsterdam Olympiasieger mit der deutschen Wasserballmannschaft, wobei Blank nur im Halbfinale gegen die Briten zum Einsatz kam.